# Hasan Gilani Seyed
Hasan Gilani Seyed es un deportista iraní que compitió en taekwondo. Ganó una medalla de plata en el Campeonato Asiático de Taekwondo de 1990, en la categoría de –76 kg.

## Palmarés internacional
| Campeonato Asiático | Campeonato Asiático | Campeonato Asiático | Campeonato Asiático |
| Año                 | Lugar               | Medalla             | Categoría           |
| ------------------- | ------------------- | ------------------- | ------------------- |
| 1990                | Taipéi (Taiwán)     | Medalla de plata    | –76 kg              |